# José Joaquim Carneiro de Campos
José Joaquim Carneiro de Campos, Marqués de Caravelas (Salvador, 4 de marzo de 1768 — 8 de septiembre de 1836) fue un político, abogado, diplomático y profesor brasileño.
Hijo de José Carneiro de Campos y Custódia Maria do Sacramento, realizó sus estudios en el Monasterio de São Bento, Ciudad Alta, y los cursos superiores de teología y derecho en la Universidad de Coímbra. En Lisboa, ocupó el cargo de oficial de la Secretaría de Hacienda del Reino de Portugal.
Fue diputado general, ministro de Justicia, ministro de Negocios Extranjeros, consejero del Imperio y senador imperial entre 1826 y 1836.
Fue nombrado primero como vizconde con grandeza y luego como marqués de Caravelas. Sucedió a José Bonifácio de Andrada e Silva en la cartera del Imperio y Negocios Extranjeros cuando se quitó el ministerio de los Andradas 1823.
Fue uno de los redactores de la Constitución Imperial, cuyó proyecto firmó en 1823. Para gran parte de la historiografía, fue el principal redactor del proyecto. Estuvo en contra de la disolución de la Asamblea Constituyente, ocurrida el 11 de noviembre de 1823 y dejó el gobierno como forma de protesta.
Ocupó varios cargos importantes en la administración imperial entre los que destaca el haber sido miembro de la Regencia Trina Provisional que gobernó el país en 1831 luego de la abdicación de Pedro I. Los otros miembros fueron Francisco de Lima e Silva y Nicolau Pereira de Campos Vergueiro.